# Ruth Underwood

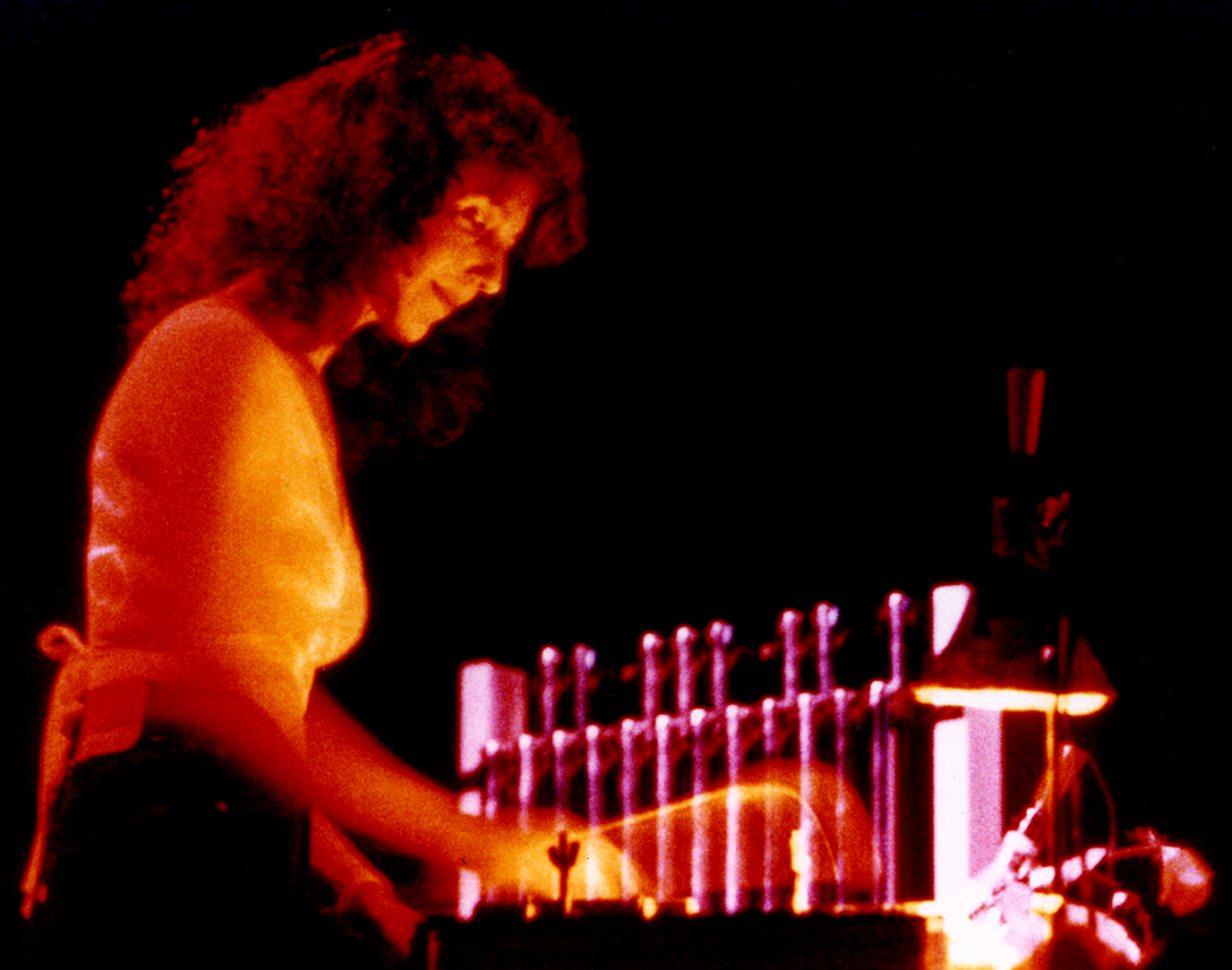
Fotografía de Ruth Underwood tocando con Frank Zappa en el concierto del Día de la Madre en Nueva York.

Ruth Underwood (Ruth Komanoff, n. 23 de mayo de 1946) es una música profesional retirada, conocida sobre todo por tocar el xilófono, la marimba, el vibráfono y otros instrumentos de percusión con Frank Zappa and The Mothers of Invention.

## Biografía y carrera
Underwood tocó con Frank Zappa and The Mothers of Invention desde 1967 hasta 1977.
Underwood tuvo formación musical en la tradición clásica, y estudió en el Ithaca College con Warren Benson, y con Saul Goodman en Juilliard. Durante 1967, mantuvo una asistencia regular al Teatro Garrick de Nueva York cuando el grupo habitual era Frank Zappa and The Mothers of Invention, y a partir de entonces, a principios de diciembre de 1967, trabajó con ellos.
Utilizando tanto su nombre de soltera, Ruth Komanoff, como su nombre artístico (el de casada), Underwood tocaba la batería con un grupo de rock llamado The Hamilton Face Band durante 1969, y tomó parte en algunas de sus grabaciones publicadas por Philips Records y Bell Records. 
Underwood participó en más de 20 grabaciones de Zappa/Mothers. Ejemplos de su virtuosismo pueden oírse en "Rollo Interior interlude" de "St. Alfonzo's Pancake Brakfast" de Apostrophe ('), álbum de 1974. Un trabajo igualmente impresionante está documentado en Roxy & Elsewhere (1974) y en "Inca Roads", la pista de apertura de One Size Fits All (1975). Puede verse a Underwood en acción en la película de Zappa 200 Moteles (1971), y en el DVD Dub Room Special, con actuaciones del KCET Especial  A Token Of His Extreme. También se la puede ver en la película de las actuaciones en The Roxy.
Durante los 70, Underwood tocó como acompañante; digno de mención es el trabajo con el grupo Ambrosia, con Jasun Martz, y con George Duke, teclista de jazz y colaborador de Zappa. Por alguna razón imprecisa, la percusionista se retiró de la música en 1980 aproximadamente, y se dedicó a su familia y a criar a sus dos hijos, que después se dedicarían a la música clásica. En una entrevista de 1993, contó que había tocado en una sesión final para Zappa poco antes de que muriese de cáncer en diciembre de aquel año.

## Apariciones en películas
- Roxy The Movie
- 200 Motels
- Baby Snakes
- The Dub Room Special
- The Amazing Mr. Bickford
- Video From Hell
- The True Story of Frank Zappa's 200 Motels